# NHL Entry Draft 1990
NHL Entry Draft 1990 był 28. draftem NHL w historii. Odbył się w dniach 16 czerwca w BC Place Stadium w Vancouver. Rozlosowano 12 rund. Z numerem 1 został wydraftowany Kanadyjczyk Owen Nolan do Quebec Nordiques.

## Draft 1990

### Runda 1
| #  | Zawodnik             | Narodowość        | Drużyna NHL                          | Klub macierzysty                      |
| -- | -------------------- | ----------------- | ------------------------------------ | ------------------------------------- |
| 1  | Owen Nolan (PS)      | Kanada            | Quebec Nordiques                     | Cornwall Royals (OHL)                 |
| 2  | Petr Nedvěd (C)      | Czechosłowacja    | Vancouver Canucks                    | Seattle Thunderbirds (WHL)            |
| 3  | Keith Primeau (C)    | Kanada            | Detroit Red Wings                    | Niagara Falls Thunder (OHL)           |
| 4  | Mike Ricci (C)       | Kanada            | Philadelphia Flyers                  | Peterborough Petes (OHL)              |
| 5  | Jaromír Jágr (PS)    | Czechosłowacja    | Pittsburgh Penguins                  | Poldi SONP Kladno (MCzSł)             |
| 6  | Scott Scissons (C)   | Kanada            | New York Islanders                   | Saskatoon Blades (WHL)                |
| 7  | Darryl Sydor (O)     | Kanada            | Los Angeles Kings                    | Kamloops Blazers (WHL)                |
| 8  | Derian Hatcher (O)   | Stany Zjednoczone | Minnesota North Stars                | North Bay Centennials (OHL)           |
| 9  | John Slaney (O)      | Kanada            | Washington Capitals                  | Cornwall Royals (OHL)                 |
| 10 | Drake Berehowsky (O) | Kanada            | Toronto Maple Leafs                  | Kingston Frontenacs (OHL)             |
| 11 | Trevor Kidd (B)      | Stany Zjednoczone | Calgary Flames (z New Jersey Devils) | Brandon Wheat Kings (WHL)             |
| 19 | Keith Tkachuk (LS)   | Stany Zjednoczone | Winnipeg Jets (z Buffalo Sabres)     | Malden Catholic High School (USHS–MA) |
| 20 | Martin Brodeur (B)   | Kanada            | New Jersey Devils (z Calgary Flames) | Saint-Hyacinthe Laser (QMJHL)         |
| 21 | Bryan Smolinski (C)  | Stany Zjednoczone | Boston Bruins                        | Michigan State University (CCHA)      |

### Runda 2
| #  | Zawodnik         | Narodowość        | Drużyna NHL         | Klub macierzysty                      |
| -- | ---------------- | ----------------- | ------------------- | ------------------------------------- |
| 23 | Jiří Šlégr (O)   | Czechosłowacja    | Vancouver Canucks   | HC CHZ Litvínov (MCzSł)               |
| 25 | Chris Simon (LS) | Kanada            | Philadelphia Flyers | Ottawa 67’s (OHL)                     |
| 31 | Félix Potvin (B) | Kanada            | Toronto Maple Leafs | Chicoutimi Sagueneens (QMJHL)         |
| 34 | Doug Weight (C)  | Stany Zjednoczone | New York Rangers    | Lake Superior State University (CCHA) |

### Runda 3
| #  | Zawodnik              | Narodowość | Drużyna NHL       | Klub macierzysty             |
| -- | --------------------- | ---------- | ----------------- | ---------------------------- |
| 45 | Wiaczesław Kozłow (C) | ZSRR       | Detroit Red Wings | Chimik Woskriesiensk (MZSSR) |

### Runda 4
| #  | Zawodnik            | Narodowość | Drużyna NHL   | Klub macierzysty      |
| -- | ------------------- | ---------- | ------------- | --------------------- |
| 77 | Aleksiej Żamnow (C) | ZSRR       | Winnipeg Jets | Dinamo Moskwa (MZSSR) |

### Runda 5
| #  | Zawodnik            | Narodowość     | Drużyna NHL                           | Klub macierzysty     |
| -- | ------------------- | -------------- | ------------------------------------- | -------------------- |
| 85 | Siergiej Zubow (O)  | ZSRR           | New York Rangers (z Quebec Nordiques) | CSKA Moskwa (MZSSR)  |
| 97 | Richard Šmehlík (B) | Czechosłowacja | Buffalo Sabres (z New York Rangers)   | TJ Vítkovice (MCzSł) |

### Runda 6
| #   | Zawodnik               | Narodowość     | Drużyna NHL           | Klub macierzysty                   |
| --- | ---------------------- | -------------- | --------------------- | ---------------------------------- |
| 109 | Wiaczesław Bucajew (C) | ZSRR           | Philadelphia Flyers   | CSKA Moskwa (MZSSR)                |
| 113 | Roman Turek (B)        | Czechosłowacja | Minnesota North Stars | Motor Czeskie Budziejowice (MCzSł) |
| 114 | Andriej Kowalow (PS)   | ZSRR           | Washington Capitals   | Dinamo Moskwa (MZSSR)              |
| 115 | Aleksandr Godyniuk (O) | ZSRR           | Sokił Kijów           | CSKA Moskwa (MZSSR)                |

### Runda 7
| #   | Zawodnik        | Narodowość        | Drużyna NHL       | Klub macierzysty                   |
| --- | --------------- | ----------------- | ----------------- | ---------------------------------- |
| 133 | Robert Lang (C) | Czechosłowacja    | Los Angeles Kings | Motor Czeskie Budziejowice (MCzSł) |
| 140 | John Lilley (C) | Stany Zjednoczone | Winnipeg Jets     | Cushing Academy (USHS–MA)          |

### Runda 8
| #   | Zawodnik                | Narodowość | Drużyna NHL                            | Klub macierzysty      |
| --- | ----------------------- | ---------- | -------------------------------------- | --------------------- |
| 148 | Andriej Kowalenko (PS)  | ZSRR       | Quebec Nordiques                       | CSKA Moskwa (MZSSR)   |
| 156 | Peter Bondra (C)        | ZSRR       | Washington Capitals                    | VSŽ Košice (MCzSł)    |
| 158 | Aleksandr Karpowcew (O) | ZSRR       | Quebec Nordiques (z New Jersey Devils) | Dinamo Moskwa (MZSSR) |

### Runda 9
| #   | Zawodnik           | Narodowość     | Drużyna NHL       | Klub macierzysty                   |
| --- | ------------------ | -------------- | ----------------- | ---------------------------------- |
| 179 | Jaroslav Modrý (O) | Czechosłowacja | New Jersey Devils | Motor Czeskie Budziejowice (MCzSł) |

### Runda 10
| #   | Zawodnik          | Narodowość | Drużyna NHL      | Klub macierzysty                 |
| --- | ----------------- | ---------- | ---------------- | -------------------------------- |
| 204 | Espen Knutsen (C) | Norwegia   | Hartford Whalers | Vålerenga Ishockey (1. Divisjon) |

### Runda 11
| #   | Zawodnik                | Narodowość | Drużyna NHL         | Klub macierzysty             |
| --- | ----------------------- | ---------- | ------------------- | ---------------------------- |
| 214 | Tommy Söderström (B)    | Szwecja    | Philadelphia Flyers | Djurgårdens IF (Elitserien)  |
| 221 | Walerij Zielepukin (LS) | ZSRR       | New Jersey Devils   | Chimik Woskriesiensk (MZSSR) |

### Runda 12
| #   | Zawodnik                | Narodowość | Drużyna NHL      | Klub macierzysty               |
| --- | ----------------------- | ---------- | ---------------- | ------------------------------ |
| 244 | Siergiej Niemczinow (C) | ZSRR       | New York Rangers | Krylja Sowietow Moskwa (MZSSR) |

Legenda: B – bramkarz, O – obrońca, C – center, LS – lewoskrzydłowy, PS – prawoskrzydłowy.